# Griselinie
Griselinie (Griselinia) je jediný rod čeledi griseliniovité vyšších dvouděložných rostlin z řádu miříkotvaré. Jsou to dřeviny s jednoduchými střídavými listy a drobnými pětičetnými květy. Rod zahrnuje 6 až 8 druhů a je rozšířen v Jižní Americe a na Novém Zélandu.

## Charakteristika
Zástupci rodu griselinie jsou dvoudomé keře, stromy a liány s jednoduchými střídavými listy bez palistů. Listy jsou řapíkaté, celokrajné nebo zubaté. Květy jsou drobné, jednopohlavné, pravidelné, pětičetné, v hroznech nebo latách. Kalich je odlišně utvářený u samčích a samičích květů. Koruna je volná, u samičích květů někdy chybí. Samčí květy obsahují 5 tyčinek. V samičích květech je spodní semeník srostlý ze 3 plodolistů, s jediným pouzdrem a 3 volnými nebo částečně srostlými čnělkami. Plodem je jednosemenná bobule.

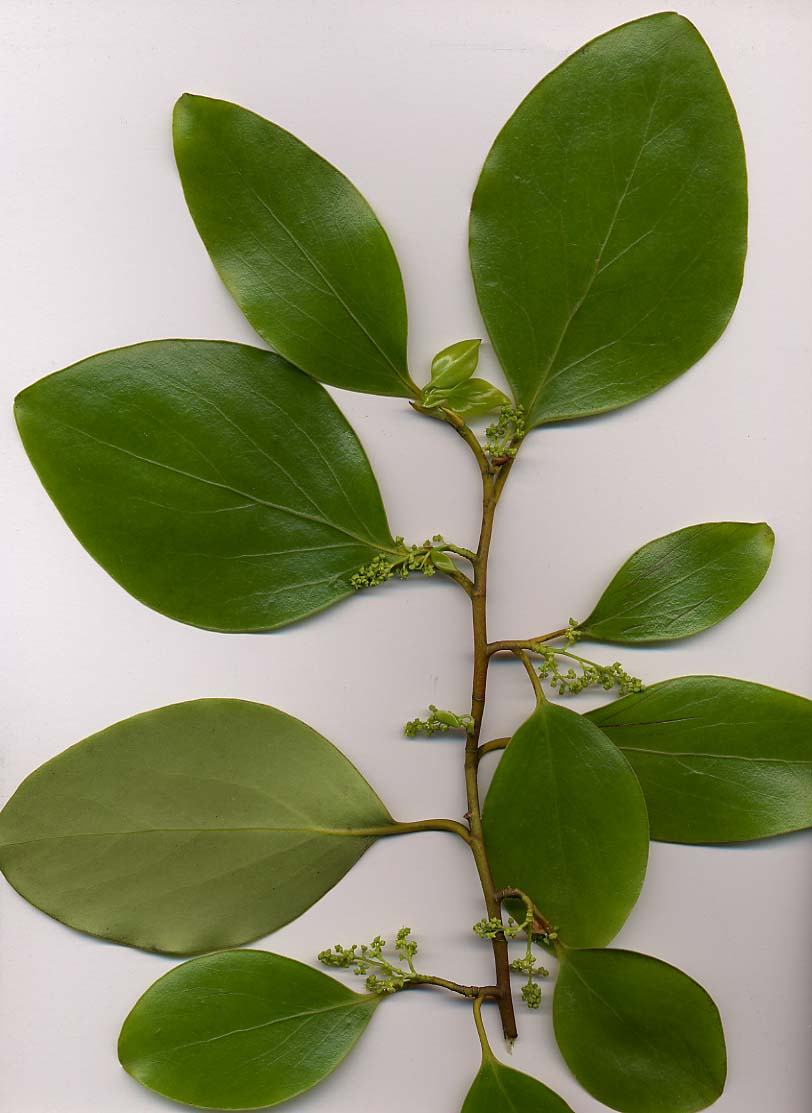
Větévka Griselinia littoralis
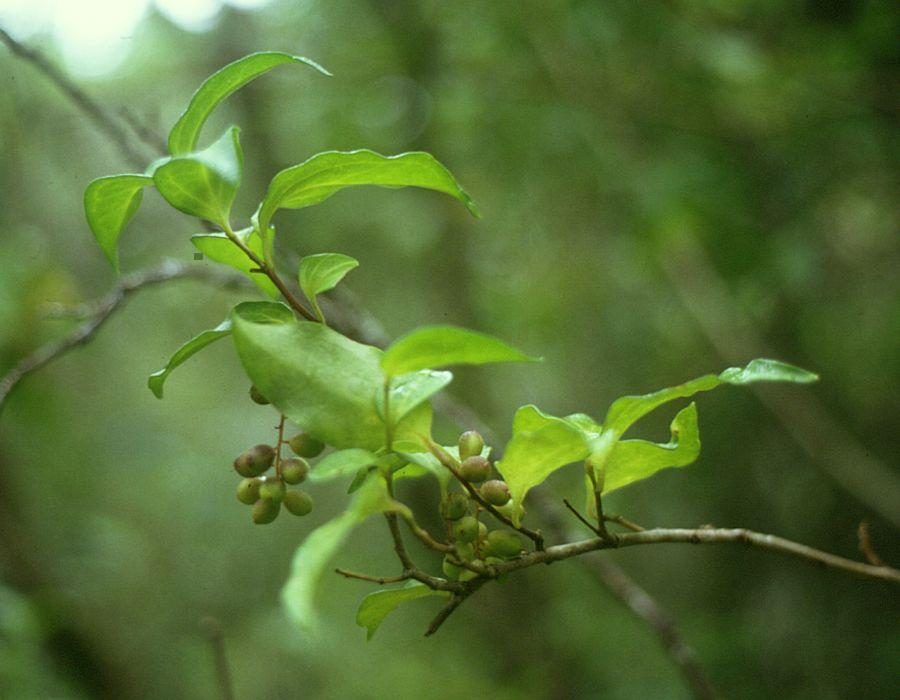
Plody Griselinia racemosa
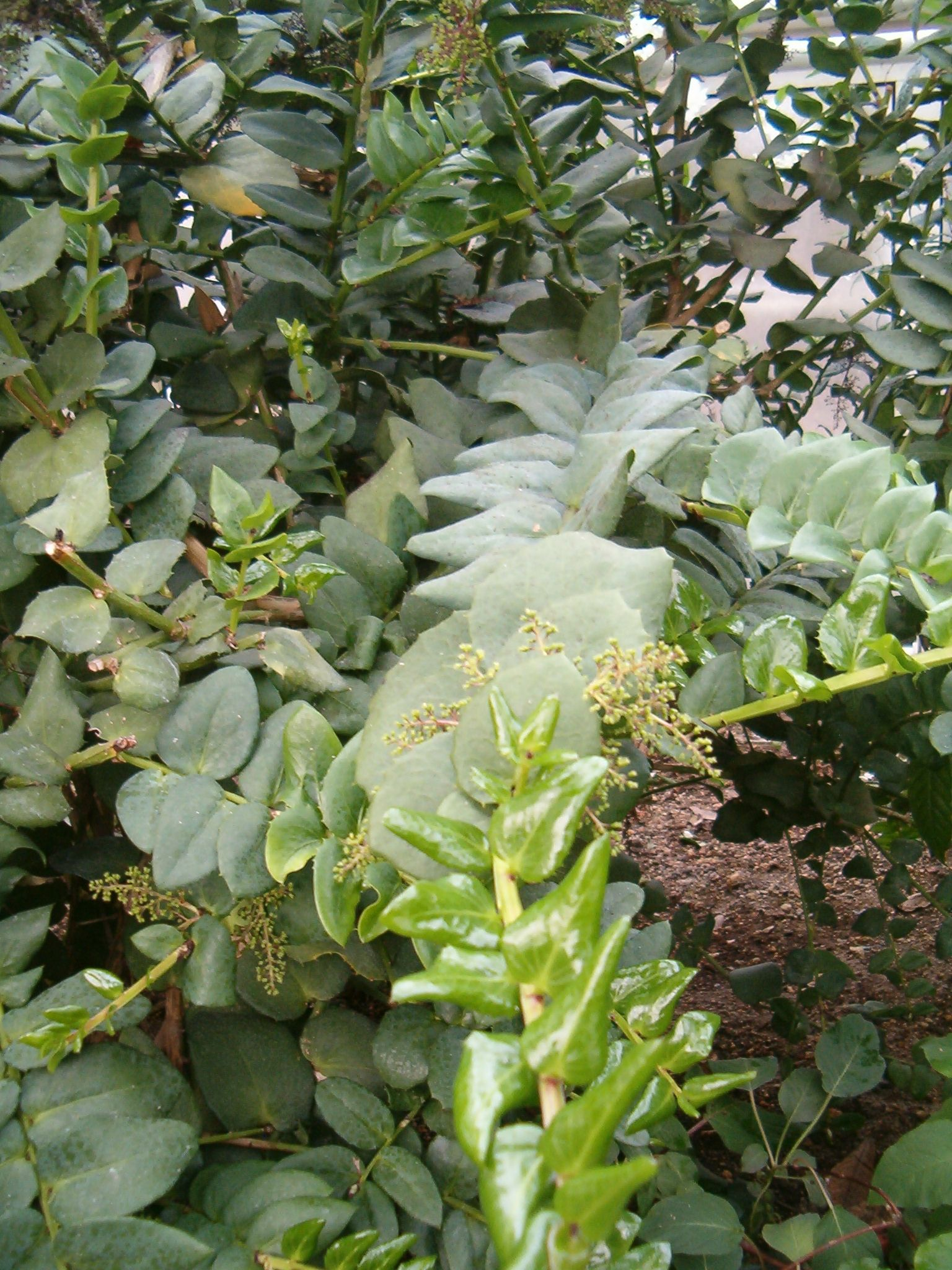
Griselinia scandens

## Rozšíření
Rod zahrnuje 6 až 8 druhů a je rozšířen na Novém Zélandu (2 druhy) a v jižní části Jižní Ameriky v Chile, jv. Brazílii a Argentině.

## Taxonomie
Rod Griselinia byl nejčastěji řazen do čeledi dřínovité (Cornaceae). Výjimkou je Tachtadžjanův systém, kde je řazen v samostatné čeledi i řádu v rámci nadřádu Cornanae.